# Uwe Jacobi
Uwe Jacobi (* 9. Juli 1939 in Stuttgart-Bad Cannstatt; † 30. Mai 2020 in Heilbronn) war ein deutscher Journalist und Autor, der eine Vielzahl von populärwissenschaftlichen Büchern und Beiträgen zur Geschichte der Stadt Heilbronn veröffentlicht hat.

## Leben
Jacobi war 1957 beim Hohenloher Tagblatt in Gerabronn, 1959 bei der Geislinger Zeitung, 1960 beim Böblinger Boten und kam 1961 zur Heilbronner Stimme, wo er zunächst in der Lokalredaktion, ab 1970 als stellvertretender Ressortleiter tätig war. 1975 erhielt er mit dem Theodor-Wolff-Preis den Journalistenpreis der deutschen Zeitungen. Ab 1981 war Jacobi Lokalchef Stadt- und Landkreis Heilbronn der Heilbronner Stimme, ab 1985 deren Chefreporter, 1989 wurde er stellvertretender Chefredakteur. Von 1994 bis 1999 war er Journalistik-Dozent an der Universität Hohenheim. 2004 trat er nach 43 Jahren bei der Heilbronner Stimme in den Ruhestand.
Jacobi engagierte sich auch für das Heilbronner Theaterleben, war Vorsitzender des Theater-Vereins Heilbronn und rief in dieser Funktion den Kilianspreis für herausragende künstlerische Leistungen des Ensembles des Stadttheaters und einer Bühne im Heilbronner Land sowie den jährlichen Theatermarkt zum Heilbronner Weindorf ins Leben, bei dem sich die Ensembles der Region Heilbronn präsentieren. Für zwei Musicals, Heilbronn lebt und J. S. Bach, schrieb er die Texte; beim Heilbronner Kabarett Die Hegelmaiers schrieb er ebenfalls Texte und spielte mit.
Für seine Verdienste wurde er 2005 mit dem Bundesverdienstkreuz am Bande ausgezeichnet. Uwe Jacobi starb Ende Mai 2020 im Alter von 80 Jahren.

## Werk
Die von ihm veröffentlichten Bücher sind teilweise Sammelbände seiner zuvor in der Heilbronner Stimme erschienenen Artikelserien zur jüngeren Stadtgeschichte, speziell der NS- und Nachkriegszeit, in die viele Einsendungen von Zeitzeugenberichten sowie Beiträge aus Heimatbüchern eingeflossen sind. Mit der Serie Die vermißten Ratsprotokolle, die vom 9. Juli bis 29. August 1981 in der Heilbronner Stimme erschien, widmete sich Jacobi der bis dahin wenig behandelten Geschichte Heilbronns zur Zeit des Nationalsozialismus. Für diese Serie erhielt Jacobi 1981 den Wächterpreis der deutschen Tagespresse. Die im gleichen Jahr veröffentlichte Buchausgabe mit dem Untertitel Aufzeichnung der Suche nach der unbewältigten Vergangenheit erschien 1992 und 1995 in 2. bzw. 3. Auflage. Für die ebenfalls später in Buchform veröffentlichte 34-teilige Serie Die schönsten Jahre? von 1983, die sich mit Heilbronn in der Zeit unmittelbar nach dem Zweiten Weltkrieg beschäftigt, erhielt Jacobi einen Sonderpreis der Konrad-Adenauer-Stiftung. Auch sein Buch Das Kriegsende – Szenen 1944/45 in Heilbronn, im Unterland und in Hohenlohe basiert auf einer 57-teiligen Artikelserie, die in der Heilbronner Stimme vom 1. März bis 9. Mai 1985 erschien. Es wurde mehrfach nachgedruckt, 2005 erschien die 6. Auflage. Zum 50. Jahrestag des Luftangriffs auf Heilbronn am 4. Dezember 1944 legte Jacobi das Buch Heilbronn – 4. Dezember 1944. Protokoll einer Katastrophe vor, das frühere Forschungen und Veröffentlichungen zum Luftangriff aufgreift und darüber hinaus Tagebücher, Aufzeichnungen, Briefe und Interviews von fast 200 Zeitzeugen auswertet. In seinen letzten Jahren arbeitete er für Dieter Schwarz die Geschichte von Lidl und Kaufland auf und leitete das Unternehmensarchiv; sein letztes Buch beschäftigt sich mit der Geschichte der Heilbronner Gärtnerfamilie Kölle.

## Veröffentlichungen (Auswahl)
- Die vermißten Ratsprotokolle. Aufzeichnung der Suche nach der unbewältigten Vergangenheit, Verlag Heilbronner Stimme 1981, ISBN 3-921923-09-3
- Heilbronn – Die schönsten Jahre? Nachkriegszeit in einer deutschen Stadt, Verlag Heilbronner Stimme 1984, ISBN 3-921923-01-8
- Das Kriegsende. Szenen 1944/45 in Heilbronn, im Unterland und in Hohenlohe, Verlag Heilbronner Stimme 1985, ISBN 3-921923-03-4
- Heilbronn, so wie es war, Droste Verlag 1987, ISBN 3-7700-0746-8
- 150 Jahre Knorr 1838–1988, Maizena GmbH 1988
- 100 Jahre Salzer. Geschichte eines Verlages, Salzer 1991, ISBN 3-7936-0301-6
- Heilbronn – Bilder einer Stadt, Verlag Heilbronner Stimme 1992, ISBN 3-921923-10-7 (mit Hermann Eisenmenger)
- 250 Jahre Heilbronner Presse, Verlag Heilbronner Stimme 1993, ISBN 3-921923-11-5
- Heilbronn – 4. Dezember 1944. Protokoll einer Katastrophe, Verlag Heilbronner Stimme 1994, ISBN 3-921923-12-3
- Das war das 20. Jahrhundert in Heilbronn, Wartberg-Verlag 2001, ISBN 3-86134-703-2
- Heilbronn – Ein verlorenes Stadtbild, Wartberg-Verlag 2001, ISBN 3-86134-957-4
- Heilbronn – Stadt am Neckar, Medien-Verlag Schubert 2001, ISBN 3-929229-64-1 (mit Roland Schweizer)
- Die 50er Jahre in Heilbronn und der Region, 3 Bände, Wartberg-Verlag 2002–2004, ISBN 3-8313-1034-3, ISBN 3-8313-1035-1, ISBN 3-8313-1252-4
- Um acht kräht der Hahn. Geschichten aus dem alten Heilbronn, Wartberg-Verlag 2005, ISBN 3-8313-1371-7
- Heilbronn – Tage, die die Stadt bewegten, Wartberg-Verlag 2007, ISBN 3-8313-1674-0